# Кюфта

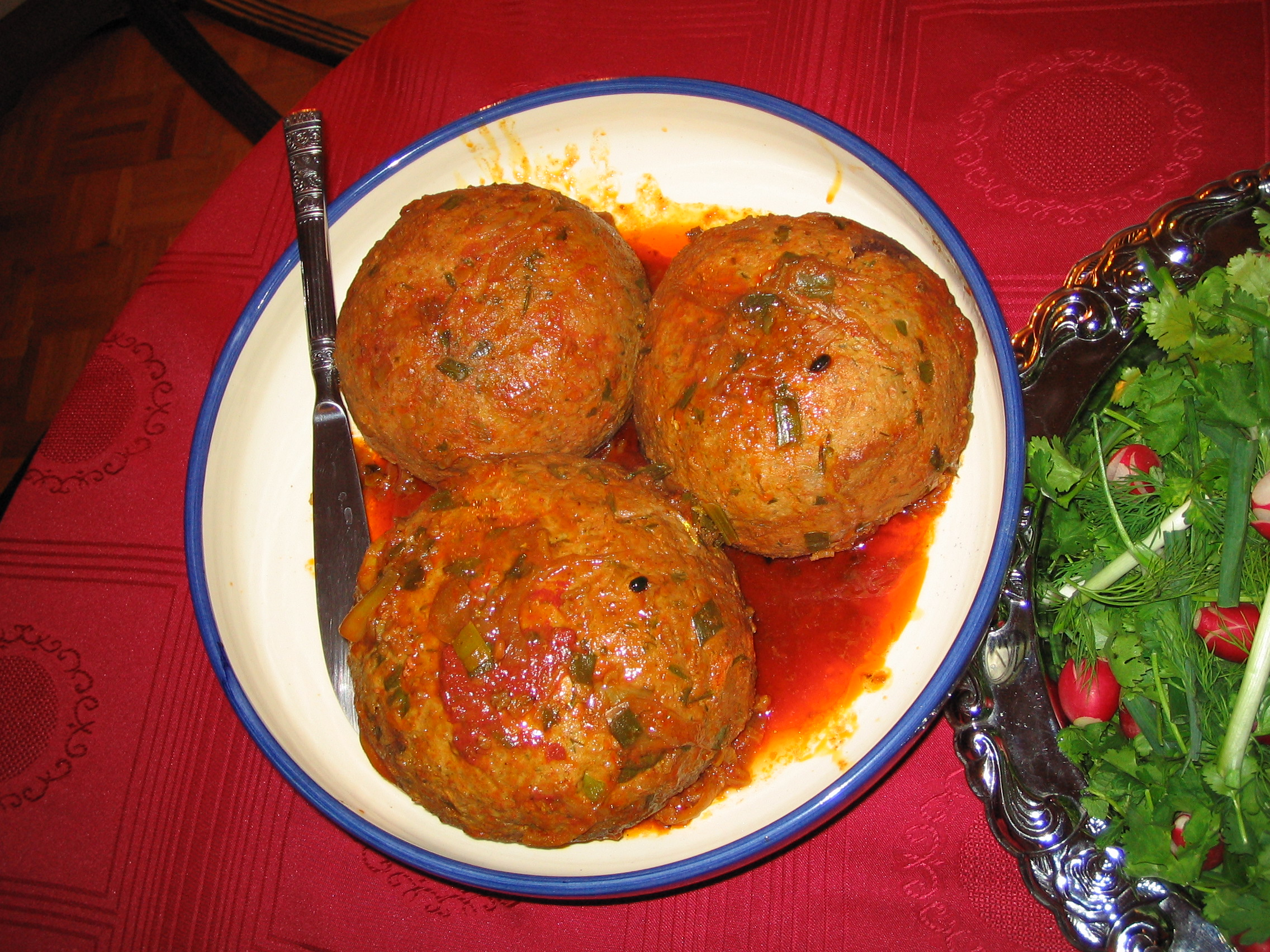
Кюфта — куфтех в Тебризі, Іран

Кюфта — рід фрикадельок переважно з баранини. Традиційна страва країн Близького Сходу та Південної Азії.
Ранні рецепти (серед яких такі, що входили до ранніх відомих нам куховарських книг арабською мовою) здебільшого пропонують готувати кюфту, використовуючи баранину, обмазуючи м'ясо яєчним жовтком із шафраном.
Цей рецепт в добу османського панування із турецької кухні був запозичений багатьма національними кухнями слов'янських народів, а також народів Південної Європи. Відтак у приготуванні кюфти існує безліч регіональних відмінностей. Так, у Бенгалії коштують кюфту, приготовану виключно із рису, овочів та фруктів.

## Назва
Слово «кюфта» походить з перської мови. kūfta, або کوفته означає «подрібнювати» або м'ясні кульки. У різних сучасних мовах та різних країнах назва страви дещо відрізняється:
| - Кримськотатарська мова: küfte, кюфте - Гебрейська мова: כופתה - Арабська мова: كفته - Іран: کوفته (kofteh) - Туреччина: köfte - Азербайджан: küftə - Боснія і Герцоговина: ćufta - Сербія: ћуфта (ćufta) or ћуфте (ćufte) - Хорватія: ćufta - Болгарія: кюфте (kyufte) | - Північна Македонія: ќофте (kjofte) - Греція: κεφτές (keftés) - Румунія: chiftea - Вірменія: քյուֆթա (kyuft'a) - Албанія: qofte - Афганістан: كوفته kofta - Пакистан: كوفته kofta - Індія: kofta - Бангладеш: kufta |